# Dr. Dre
Andre Romelle Young (Compton, California, 18 de febrero de 1965), más conocido por su nombre artístico Dr. Dre, es un rapero, productor y empresario estadounidense.

## Primeros años
El primer hijo de Theodore y Verna Young, Dr. Dre nació bajo el nombre de Andre Romelle Young el 18 de febrero de 1965, cuando su madre y su padre tenían la edad de 24 y 25 años respectivamente. Verna se casó con Theodore en 1964. El nombre intermedio de Young, "Romelle," venía del grupo de R&B amateur de su padre, The Romells. En 1968, sus padres se divorcian, y su madre se casa con Curtis Crayon. Tuvieron tres hijos más en común, dos hijos llamados Jerome y Tyree (ambos fallecidos) y una hija, Shameka.
En 1976 Young comenzó a interesarse por asistir al Vanguard Junior High School en Compton pero debido a la violencia entre bandas se trasladó al más seguro Roosevelt Junior High School. Verna posteriormente se casó con Warren Griffin, a quien conoció en un nuevo trabajo en Long Beach, lo que sumó tres nuevas hermanastras y un hermanastro a la familia. El hermanastro, Warren Griffin III, se convertiría más adelante en rapero bajo el nombre artístico Warren G.
Young asistió al Centennial High School en Compton durante su adolescencia en 1979, pero se mudó al Fremont High School como consecuencia de sus malas notas. Young intentó entrar en un programa de aprendizaje en la Northrop Aviation Company, pero sus malas calificaciones en la escuela le hicieron no apto. Desde entonces, se centró en su vida social y en pasarlo bien. Young tuvo un hijo, Curtis, nacido el 15 de diciembre de 1981 con Lisa Johnson. Curtis Young fue criado por su madre y no conoció a su padre hasta que Curtis se había convertido en rapero alrededor de 20 años más tarde.

## Carrera musical

### World Class Wreckin' Cru (1984–1985)
Inspirado por la canción de Grandmaster Flash "The Adventures Of Grandmaster Flash On The Wheels Of Steel", Young asistía a menudo a un club llamado The Eve After Dark para ver cómo tocaban los DJs y raperos en directo. Posteriormente se convertiría en DJ del club, inicialmente bajo el nombre "Dr. J", basado en el apodo de Julius Erving, su jugador de baloncesto favorito. En el club conoció al aspirante a rapero Antoine Carraby, que más tarde pasaría a ser miembro de N.W.A. como DJ Yella. Poco después adoptó el apodo de Dr. Dre, una mezcla de alias anterior el Dr. J y su primer nombre, refiriéndose a sí mismo como el "El Maestro De La Mezclologia". Más tarde se unió al grupo musical World Class Wreckin' Cru en el sello independiente Kru-Cut en 1984. El grupo se convertiría en estrellas de la escena electro que dominó a principios de 1980 en la Costa Oeste. El disco World Class contenía el primer éxito de Young, "Surgery", canción en la que Dr. Dre está presente a los platos. El disco lograría ventas de 50.000 ejemplares en la zona de Compton. Dr. Dre y DJ Yella también realizan mezclas para KDAY, una estación local de radio. Durante este tiempo Dr. Dre grabó varias canciones que luego serían publicadas en 1994 en un disco recopilatorio titulado Croncrete Roots.
Después de la secundaria, asistió a Chester Adult School en Compton tras el consejo de su madre. Después de su breve asistencia, se trasladó a la residencia de su padre, casa de sus abuelos originalmente, antes de regresar a la casa de su madre. Más tarde se retiró de Chester para centrarse en llevar a cabo su carrera en The Eve After Dark.

### N.W.A. y Ruthless Records (1986-1991)

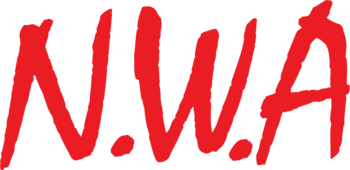
NWA-Logo

En 1986 se reunió con el rapero Ice Cube, que colaboró con él para grabar canciones para Ruthless Records, un sello discográfico de rap a cargo del rapero Eazy-E. N.W.A., junto con su compañero de la costa oeste el rapero Ice Cube son ampliamente acreditados como artistas seminales del género gangsta rap, un subgénero blasfemia-pesado del hip hop, repleta de representaciones arenosas de la delincuencia urbana y el estilo de vida gansteril. Un género que también trata de las cuestiones político-raciales promovidas por artistas de rap como Public Enemy o Boogie Down Productions, N.W.A. con temas y letras que ofrecen descripciones crudas de la violencia en las calles. Impulsado por el éxito "Fuck Tha Police", el primer álbum del grupo Straight Outta Compton se convirtió en un gran éxito, a pesar de una ausencia de tiempo al aire por parte de la radio o de conciertos. El FBI envió a Ruthless Records una carta de advertencia en respuesta al contenido de la canción.
Después de que Ice Cube abandonara N.W.A. como consecuencia de disputas financieras, Dr. Dre produjo la mayor parte de Niggaz4Life, el segundo álbum del grupo. También produjo canciones para otros raperos de Ruthless Records, entre ellos Above The Law y el álbum No One Can Do It Better de The D.O.C.. En 1991, en una fiesta de la industria musical en Hollywood, Dre atacó y golpeó a la presentadora de televisión Dee Barnes del programa de televisión de Fox Pump It Up, por no estar de acuerdo con una noticia dada por ella en relación con la pelea existente entre los miembros de N.W.A Dr. Dre y Ice Cube. Por este motivo, Dr. Dre fue multado con 2500 dólares, dos años de libertad condicional y 240 horas de servicio comunitario.

### The Chronicy Death Row Records (1992-1995)

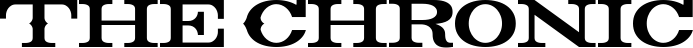
Dr.-Dre-The-Chronic

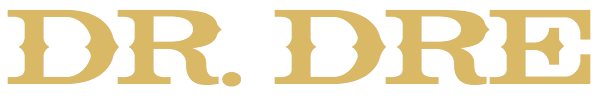
The Chronic cara b

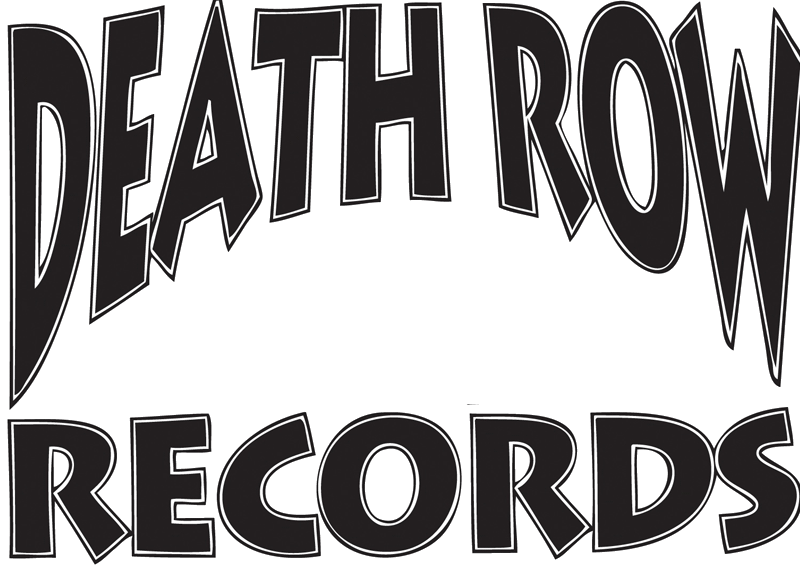
Death-Row-Records-logo

Después de una disputa con Eazy-E, Dre abandonó el grupo N.W.A. en la cima de su popularidad en 1991 bajo el consejo de su amigo, The D.O.C. y su guardaespaldas en el momento, Suge Knight. Knight, un hombre fuerte y notoriamente intimidador, fue capaz de que Eazy-E liberara a Young de su contrato y con él como artista estrella fundó el sello Death Row Records. En 1992, Young lanzó su primer sencillo, la canción que da título a la película Deep Cover, una colaboración con el rapero Snoop Dogg al que conoció a través de Warren G. El álbum debut de Dr. Dre en solitario fue The Chronic, publicada en Death Row Records. Young se adentró en un nuevo estilo de rap, tanto en términos estilísticos como líricos.
Sobre la base de sencillos como "Nuthin' But A G Thang", "Let Me Ride" y "Fuck Wit Dre Day (And Everybody's Celebratin')", que contaba con Snoop Dogg como vocalista invitado, The Chronic se convirtió en un fenómeno cultural, haciendo de su sonido g-funk el estilo dominante en el hip hop de buena parte de la primera mitad de los años 1990. En 1993, la Recording Industry Association of America certificó el álbum multiplatino, y Dr. Dre también ganó el premio Grammy por su interpretación en "Let Me Ride". Ese año, la revista Billboard también clasificó a Dr. Dre como el octavo artista con más discos vendidos, The Chronic como el sexto álbum de mayor venta y "Nuthin' But A G Thang" como el 11.º sencillo más vendido.
Además de trabajar en su propio material, Dr. Dre produjo el álbum debut de Snoop Dogg, Doggystyle. En 1994 Dr. Dre produjo las bandas sonoras de las películas Above The Rim y Murder Was The Case. Colaboró con su excompañero de grupo Ice Cube para la canción "Natural Born Killaz" en 1995. Para la película Friday, Dre grabó "Keep Their Heads Ringin'", que alcanzó el puesto número diez en el Billboard Hot 100 y el 1 en el Hot Rap Singles (Hot Rap Tracks posteriormente).
En 1995, Death Row Records contrató al rapero Tupac Shakur, posicionándolo como su gran estrella, tras lo cual Young abandonó el sello a causa de una disputa contractual y a la creciente preocupación acerca de la fama de corrupción, deshonestidad y pérdida de control económico que rodeaba a la figura de Suge Knight. Así, en 1996 formó su propio sello, Aftermath Entertainment, bajo la distribuidora de Death Row Records, Interscope Records. Posteriormente, Death Row Records sufrió una caída de las ventas en 1997, especialmente tras la muerte de Tupac y los cargos de crimen presentados contra Knight.

### Aftermath Entertainment (1996-1998)
Dr. Dre Presents... The Aftermath, fue lanzado el 26 de noviembre de 1996, incluía canciones por el propio Dr. Dre, así como por artistas recién firmados con Aftermath, y un tema en solitario "Been There, Done That", entendida como una despedida simbólica el rap gangsta. A pesar de la calificación de platino por la RIAA, el álbum no fue muy popular entre los fanáticos. En octubre de 1996, Dre interpretó "Been There, Done That" en Saturday Night Live. En 1997, Dr. Dre produjo varias pistas para The Album, que era el álbum debut del grupo The Firm, el álbum fue recibido con críticas negativas por parte de los críticos y no tanto de los fanáticos. Rumores comenzaron a abundar diciendo que Aftermath enfrentaba dificultades económicas. Aftermath también enfrentó una demanda por violación de marca por la banda de thrash metal Aftermath. First Round Knock Out, una recopilación de varios temas producidos y realizados por Dr. Dre también fue lanzado en 1996, con material que va desde World Class Wreckin' Cru hasta N.W.A. con grabaciones de Death Row. El punto de inflexión para Aftermath llegó en 1998, cuando Jimmy Iovine, director de Interscope, le sugirió a Dr. Dre que firmara a Eminem, un rapero de Detroit. Dre produjo tres canciones e hizo dos colaboraciones para el álbum debut de Eminem, The Slim Shady LP, lanzado en 1999. Dr. Dre produjo el primer sencillo de ese álbum, "My Name Is", canción que ayudaría a impulsar a Eminem al estrellato.

### 2001(1999-2000)
El segundo álbum en solitario de Dr. Dre, 2001, publicado el 16 de noviembre de 1999, se consideró un retorno a sus raíces de gangsta rap. Se titulaba inicialmente The Chronic 2000, implicaba ser una secuela de su álbum debut, The Chronic, pero fue retitulado 2001, después de que Death Row Records lanzara un álbum de compilación con el título de Chronic 2000: Still Smokin en mayo de 1999. Otros títulos provisionales incluían The Chronic 2001 y Dr. Dre. El álbum ofreció numerosos colaboradores, incluyendo Devin the Dude, Hittman, Snoop Dogg, Xzibit, Nate Dogg y Eminem. Stephen Thomas Erlewine de Allmusic describe el sonido del álbum como "adición de cuerdas... voces soul y el reggae al estilo de Dr. Dre". El álbum fue un gran éxito, llegando al puesto número dos en el Billboard 200 y desde entonces ha logrado seis veces platino. El álbum incluía los sencillos "Still D.R.E." y "Forgot About Dre", los cuales, Dr. Dre cantó en Saturday Night Live el 23 de octubre de 1999. Dr. Dre ganó el premio Grammy por "Productor del Año" en 2000, y se unió al Up In Smoke Tour con los raperos Eminem, Snoop Dogg y Ice Cube. Durante el transcurso de 2001, y debido a la popularidad que alcanzó, Dr. Dre estuvo involucrado en varios juicios. Lucasfilm, la compañía de cine detrás de la saga cinematográfica Star Wars, lo demandó por el uso de la marca registrada de THX Deep Note. La banda Fatback también demandó a Dr. Dre en la supuesta infracción en relación con su canción "Backstrokin" en su canción "Let's Get High", del álbum 2001, Dr. Dre fue condenado a pagar 1,5 millones a la banda en 2003. La compañía de música en línea de intercambio de archivos, Napster, también inició un pleito con él.

### Centrándose en la producción (2001-2008)

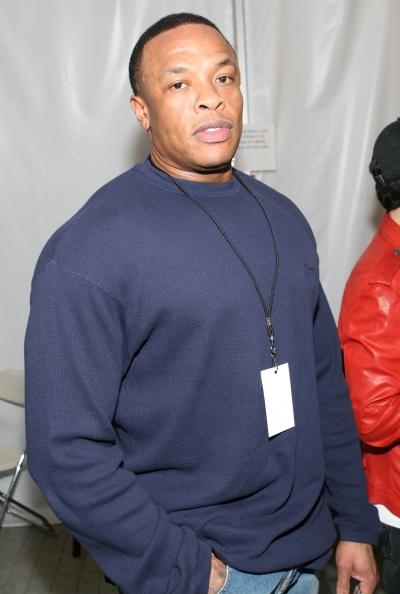
Dr. Dre en 2008

Tras el éxito de 2001, Dr. Dre se centró en la producción de canciones y álbumes para otros artistas. Fue coproductor de seis pistas del álbum de Eminem, The Marshall Mathers LP, incluyendo el primer sencillo ganador del Grammy, "The Real Slim Shady". El álbum ganó un Grammy y resultó ser el álbum de rap más vendido de todos los tiempos, tras vender 1.76 millones de unidades en su primera semana. Produjo el sencillo "Family Affair" de la cantante de R&B Mary J. Blige de su álbum No More Drama en 2001. También produjo "Let Me Blow Ya Mind", un dueto de la rapera Eve y la cantante Gwen Stefani. Además firmó a la cantante de R&B, Truth Hurts, en 2001. Dr. Dre fue el productor ejecutivo del lanzamiento de 2002 de Eminem, The Eminem Show. Él produjo tres canciones del álbum, una de las cuales fue lanzada como sencillo, y él apareció en el premiado vídeo de "Without Me". Otra demanda por derechos de autor para Dr. Dre apareció en el otoño de 2002, cuando Sa Re Ga Ma, una empresa con sede en Calcuta, India, demandó Aftermath Entertainment por el uso de un sample no acreditado de la canción de Lata Mangeshkar "Thoda Resham Lagta Hai". En febrero de 2003, un juez dictaminó que Aftermath tendría que poner fin a las ventas del álbum de Truth Hurts.
Otro exitoso álbum que produjo fue Get Rich Or Die Tryin', el álbum debut del rapero de Nueva York, 50 Cent. Se contó con la producción de Dr. Dre para el sencillo "In Da Club". El cuarto álbum de Eminem desde que se unió Aftermath, Encore, volvió a ver a Dre asumiendo el papel de productor ejecutivo. En noviembre de 2004, en los premios de la revista Vibe, en Los Ángeles, Dr. Dre fue atacado por un fan llamado Jimmy James Johnson, quien supuestamente estaba pidiendo un autógrafo. En la refriega resultante, el entonces exmiembro de G-Unit, Young Buck apuñaló al hombre. Johnson afirmó que Suge Knight le pagó 5.000 dólares para que el asaltara a Dre con el fin de humillarlo antes de recibir su premio Lifetime. Knight de inmediato pasó al CBS Late Show para negar su participación e insistió en que apoya a Dr. Dre y que quería presentar cargos por difamación contra Johnson. En septiembre de 2005, Johnson fue condenado a un año de prisión y se le ordenó permanecer lejos de Dr. Dre hasta 2008.
Dr. Dre también produjo "How We Do", un nuevo éxito de 2005 del rapero Game, en ese entonces llamado The Game, de su álbum The Documentary. >En noviembre de 2006, Dr. Dre comenzó a trabajar con Raekwon en su álbum Only Built 4 Cuban Linx... Part. II, de 2009. También produjo canciones para los álbumes Buck The World por Young Buck, Curtis de 50 Cent, Tha Blue Carpet Treatment de Snoop Dogg y Kingdom Come de Jay-Z. Dre también apareció en la canción de Timbaland, "Bounce", de su álbum en solitario de 2007.

### Detox(2009-2014)
En 2002, Dre le dijo a Corey Moss de MTV News que tenía la intención de "desintoxicarse" para hacer un álbum conceptual. Las sesiones para el álbum se remontan a principios de 2004, pero más tarde en ese mismo año, decidió dejar de trabajar en el álbum para centrarse en la producción para otros artistas, el álbum había sido fijado inicialmente para el otoño de 2005. Después de varios retrasos, el álbum fue programado finalmente para estrenarse en 2010. Snoop Dogg afirmó que se había terminado Detox, según un informe de la revista Rolling Stone en 2008. Después de un nuevo retraso sobre la base de la producción de trabajos de otros artistas, Detox está previsto para un lanzamiento en 2010, viene después del álbum de 50 Cent, Before I Self Destruct y Relapse de Eminem, un álbum para el cual el Dr. Dre hizo prácticamente toda la producción. A principios de 2009, Dre produjo e hizo una colaboración en el sencillo "Crack A Bottle" de Eminem y el sencillo tuvo 418.000 descargas en su primera semana, y llegó a la cima del Billboard Hot 100 en la semana del 12 de febrero de 2009. En un comercial de Dr Pepper, que debutó el 28 de mayo de 2009, se estrenó un fragmento de una canción de Detox. 50 Cent y Eminem afirmaron en una entrevista en BET 106 & Park que Dr. Dre tenía alrededor de una docena de canciones listas para Detox. Se anunció que el primer sencillo sería, "Under Pressure" en colaboración con Jay-Z, algo que no se cumplió.
En una entrevista en agosto de 2010, Dr. Dre dijo que un disco instrumental titulado The Planets se encuentra en sus primeras etapas de producción, que el concepto es que cada canción se nombre con un planeta del Sistema Solar.
El 3 de septiembre, Dr. Dre mostró el apoyo que tiene hacia su protegido, Eminem, y apareció en su concierto al lado de Jay-Z en Detroit, de la mini gira The Home & Home Tour, con canciones como "Still D.R.E.", "Nuthin' But A G Thang" y "Crack A Bottle", junto a su también protegido, 50 Cent. Así mismo en ese concierto Eminem le pidió al público que gritara "Deee-TOX", a lo cual Young respondió "¡Está llegando!".

### Straight Outta Compton y The Contract (2015-presente)
Finalmente, el 1 de agosto de 2015, Dr Dre, anuncia la publicación de Compton a Soundtrack by Dr. Dre, el cual sería la banda sonora de la nueva película Straight Outta Compton. En la entrevista indica además que Detox, no es lo suficientemente bueno, y que por eso lo descartó en el año 2010.
A finales del año 2021, Dre colaboró con Rockstar Games para la nueva sección del juego Grand Theft Auto V titulada The Contract y sacó 6 sencillos, esta colaboración salió a principios de febrero del 2022 y en esta colaboró con artistas históricos del hip hop, estos fueron Eminem, Nipsey Hussle, Ty Dolla Sign, Rick Ross, Anderson Paak, Snoop Dogg y Busta Rhymes.
El 13 de febrero de 2022, encabezó el espectáculo de medio tiempo del Super Bowl LVI junto a Eminem, Snoop Dogg, Mary J. Blige y Kendrick Lamar. La actuación recibió elogios por parte de la crítica y le valió su primer galardón en los Premios Primetime Emmy.
El 19 de marzo de 2024, recibió su estrella en el paseo de la fama de hollywood en el que asistieron a la ceremonia varios artistas y amigos de Dr. Dre como Eminem, Snoop Dogg y 50 Cent.

## Estilo musical

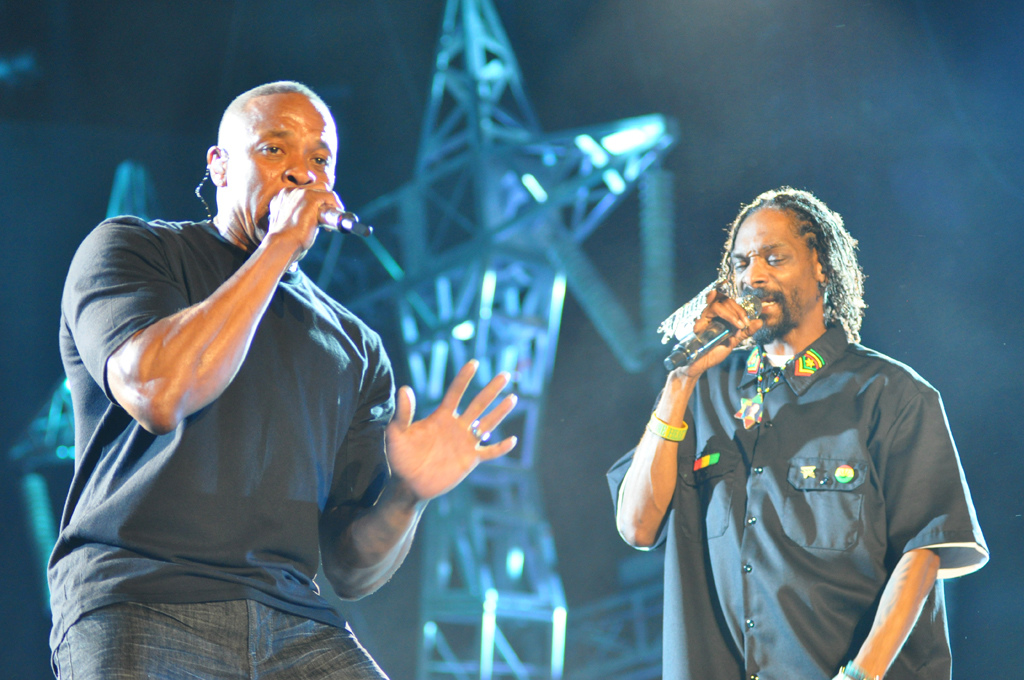
Snoop Dogg y Dr. Dre

Dre ha dicho que su principal instrumento en el estudio es el Akai MPC3000, una caja de ritmos y un sampler, y que a menudo utiliza a muchos de sus coproductores para producir una única grabación. Cita a George Clinton, Isaac Hayes y Curtis Mayfield como su principal influencia musical. A diferencia de la mayoría de los actuales productores de rap, que tratan de evitar los samples lo más posible (por lo caro que sale debido a las nuevas leyes de derecho de autor), el prefiriere tener músicos en el estudio jugando con las canciones que quiere usar, porque le permite una mayor flexibilidad para cambiar las piezas en el ritmo y el tempo. Otros equipos que utiliza son la E-mu SP-1200 y otros teclados de fabricantes como Yamaha, Korg, Rhodes, Moog y Roland.
Después de fundar Aftermath Entertainment en 1996, Dr. Dre tomó como coproductor a Mel-Man y su música adquirió un sonido más basada en sintetizadores, utilizando menos muestras vocales. Mel-Man no ha compartido créditos de coproducción con Dr. Dre desde aproximadamente 2002, pero su compañero en Aftermath el productor Focus... ha acreditado a Mel-Man como un arquitecto clave del sonido del sello. About.com clasificó a Dr. Dre como el segundo mejor productor de todos los tiempos (empatado con Pete Rock) en su "Top 50 Hip-Hop Productores". En 1999 Dr. Dre comenzó a trabajar con Mike Elizondo, bajista, guitarrista, tecladista y que también ha producido y escrito. En los últimos años Elizondo ha trabajado para muchas de las producciones de Dr. Dre. Young también dijo a la revista Scratch en una entrevista de 2004 que ha estado estudiando piano y teoría musical formal. En la misma entrevista declaró que ha colaborado con el famoso compositor Burt Bacharach, enviándole ritmos, y espera hacer una canción con él en el futuro.

### Ética de trabajo
Dr. Dre ha indicado que él es un perfeccionista y es conocido por la presión de los artistas con los que graba a dar conciertos sin defectos. En 2006, Snoop Dogg dijo a la Dubcnn.com que Dr. Dre había hecho que su nuevo artista Bishop Lamont grabara una sola barra de voces 107 veces. Dr. Dre también ha declarado que Eminem es un perfeccionista y atribuye su éxito a las secuelas de su ética de trabajo similares. Una consecuencia de su perfeccionismo es que algunos artistas que inicialmente firman acuerdos nunca terminan por sacar discos debido a que a Dr. Dre no le parecen lo suficientemente buenos. En 2001, Aftermath lanzó la banda sonora de la película The Wash, con una serie de raperos como Shaunta, Daks, Joe y Bestia Toi, hasta la fecha, ninguno ha lanzado discos de larga duración y aparentemente, han terminado sus relaciones con la disquera y Dr. Dre. Otros raperos destacables que nunca lanzaron álbumes incluyen a King Tee, Hittman, Joell Ortiz, Raekwon y Rakim.

### Colaboradores y coproductores
Durante años la palabra de otros colaboradores ha surgido. Durante su permanencia en Death Row Records, se alegó que el hermanastro de Dr. Dre, Warren G y el miembro de Tha Dogg Pound, Daz, han hecho muchas contribuciones sin acreditación a las canciones en su álbum solista The Chronic. Se sabe que Scott Storch, quien desde entonces ha pasado a convertirse en un productor exitoso por derecho propio, ha contribuido al segundo álbum de Dr. Dre, 2001, Storch está acreditado como compositor de varias canciones y tocó los teclados en varias canciones. Mike Elizondo, al hablar de su trabajo con Young, describe su proceso de grabación como un esfuerzo de colaboración entre varios músicos. En 2004 afirmaba a la revista Songwriter Universe que había escrito los fundamentos de la exitosa canción de Eminem "The Real Slim Shady", declarando, "Yo inicialmente jugaba con una línea de bajo en la canción, y Dr. Dre, Tommy Coster Jr. y yo construimos la pista de allí. Eminem escuchó luego la pista, y escribió el rap a la misma". Esta cuenta se confirma en el libro de Eminem, Angry Blonde, que indica que la melodía de la canción fue compuesta por un bajista de estudio y el tecladista mientras que el Dr. Dre estaba fuera del estudio.
Por otra parte, en septiembre de 2003 de la revista The Source, un grupo de descontentos antiguos socios del Dr. Dre se quejaron de que no habían recibido su pleno reconocimiento. Un productor llamado Neff-U afirmó haber producido las canciones "Say What You Say" de Luxor, "My Dad's Gone Crazy" de Eminem y las canciones "If I Can't" y "Back Down" de 50 Cent. Cabe señalar que los colaboradores destacados de Dr. Dre en el estudio, incluyendo a Scott Storch, Elizondo, Luxor y Parker Dawaun, han compartido créditos de coproducción y de coescritura.

## Escritores fantasmas
Se reconoce que la mayoría del rap de Dr. Dre está escrito para él por otros escritores, aunque conserva el control último sobre las letras y la música de sus canciones. Como se observa en los créditos de las canciones de Young, hay varias personas que contribuyen en sus canciones (hay que señalar que a menudo en el hip hop la gente escribe las canciones que canta). En el libro How To Rap, RBX explica que la escritura de The Chronic fue un esfuerzo de equipo. Y los detalles de cómo escribió "Let Me Ride" de Dre. En lo que respecta a las letras, dice, "Dre no anda presumiendo que es un súper rapero… Dre es un súper productor". Como miembro de N.W.A., The D.O.C. escribió la letra de él mientras él hacia la producción. Otro ejemplo es que el rapero Jay-Z escribió la letra de la canción "Still D.R.E." del álbum de Dr. Dre, 2001.

## Discografía

### ConN.W.A.
- Straight Outta Compton (1988)
- Niggaz4Life (1991)

### En solitario
- The Chronic (1992)
- 2001 (1999)
- Dr. Dre & Friends (2003)
- Compton (2015)
- The contract (2021)
- Detox (TBA)

## Cine y otros proyectos

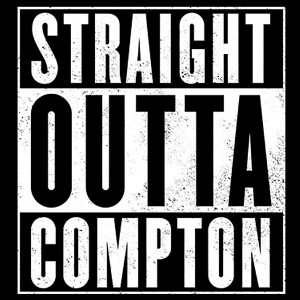
Straight Outta Compton logo

Dr. Dre hizo su primera aparición en pantalla como un traficante de armas en la película de 1996 Set It Off. En el año 2000, Dr. Dre realizó un cameo junto a otros artistas musicales, como Eminem, en el videoclip de la canción "Break Stuff" del grupo Limp Bizkit. En 2001, Dr. Dre también apareció y produjo las películas The Wash y Día De Entrenamiento. Una de sus canciones, "Bad Intentions" apareció en la banda sonora de The Wash. Dr. Dre también apareció en otras dos canciones "In The Blvd." y "The Wash" junto con su coestrella Snoop Dogg. En el videojuego GTA: San Andreas, el protagonista Carl Johnson “CJ”, es una obvia parodia de Dr. Dre. Otros personajes como Ryder y Sweet, son parodias de sus excompañeros Eazy-E y Ice Cube, respectivamente. Años después, Dr. Dre también apareció en el videojuego Grand Theft Auto Online, interpretándose a sí mismo. En febrero de 2007 se anunció que Dr. Dre produciría comedias oscuras y películas de terror para New Line Cinema, propiedad de la compañía Crucial Films, junto con su antiguo director de videos Phillip Atwell. Dr. Dre anunció "Éste es un cambio natural para mí, desde que he dirigido una gran cantidad de videos musicales, y yo finalmente quiero entrar en la dirección". Junto con otro exmiembro, Ice Cube, Dr. Dre coprodujo "Straight Outta Compton" (2015), una película sobre N.W.A., el grupo en el que comenzaron sus carreras musicales a nivel profesional.

## Filmografía
| Año  | Título                           | Papel            | Notas            |
| ---- | -------------------------------- | ---------------- | ---------------- |
| 1992 | Niggaz4Life: The Only Home Video | Él mismo         | Documental       |
| 1996 | Set It Off                       | Black Sam        | Actor secundario |
| 1999 | Whiteboyz                        | Don Flip Crew #1 | Actor secundario |
| 2000 | Up In Smoke Tour                 | Él mismo         | Documental       |
| 2000 | Break Stuff (Limp Bizkit)        | Cameo            | Videoclip        |
| 2001 | Día De Entrenamiento             | Paul             | Actor secundario |
| 2001 | The Wash                         | Sean             | Actor principal  |
| 2015 | Unity                            | Narrador.        | Documental       |
| 2017 | Shady Talez                      |                  |                  |
| 2017 | The Defiant Ones                 | Él mismo         | Documental       |

### Empresario

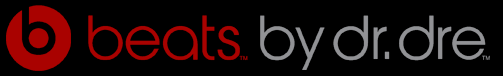
Beats By Dr. Dre logo.

Dr. Dre lanzó su marca de auriculares, Beats by Dr. Dre. Los auriculares estaban hechos por Monster pero a finales de 2012 rompieron su contrato por desacuerdos en materia de ingresos. Pero actualmente beats sigue siendo fabricado por Monster. Él también está planeando lanzar un "Aftermath Coñac y Vodka" en torno al mismo tiempo que lance Detox. Para la temporada de otoño de 2009, HP y Dr. Dre se han unido para lanzar Beats By Dr. Dre con la venta de todos los portátiles de HP y auriculares. Dr. Dre y HP anunció el acuerdo el 9 de octubre de 2009, en un evento de prensa en Santa Mónica, California. Además de la computadora portátil, el PC viene con unos auriculares con la firma de Dr. Dre.
Más tarde, el 11 de agosto de 2011, se alcanzó un acuerdo con la compañía taiwanesa HTC, con la que realizó conjuntamente una serie de smartphones, como el HTC Sensation XE, que se diferencia con el Sensation 4G en una memoria más amplia y que lleva incorporado el modo de escucha Beats Audio y unos auriculares Tour con ControlTalk. En 2014 Apple compró Beats por 3000 millones de dólares.

## Vida personal
Young tuvo un hijo, Andre Young Jr., nacido en 1988, con su entonces novia Kimberly Escobar Baeza.
De 1990 a 1996, Young tuvo una relación con la cantante Michel'le, que a menudo contribuyó con su voz en álbumes de Death Row. En 1991 la pareja tuvo un hijo, Marcel.
En mayo de 1996, Young se casó con Nicole Threatt, la exesposa del jugador de la NBA, Sedale Threatt. Threatt y Young tienen dos hijos, un hijo llamado Truth, nacido en 1997, y una hija llamada Truly que nació en el 2001.
El 23 de agosto de 2008, su segundo hijo, Andre Young Jr., murió a la edad de 20 años en Woodland en la casa de su madre. El médico forense determinó que murió por una sobredosis de heroína y morfina.